# Веселе (селище, Каховський район)
Веселе — селище Новокаховської міської громади Каховського району Херсонської області, Україна. Населення до російського вторгнення в Україну у 2022 році становило 2637 осіб.

## Російське вторгнення в Україну (з 2022)
24 лютого 2022 року, в перший день Російського вторгнення в Україну, селище було окуповано російськими військами разом з Новою Каховкою, Каховською ГЕС та Північнокримським каналом.
11 листопада Веселе звільнено Збройними силами України після 260 днів російської окупації.
Після деокупації селища російські війська зі сторони Лівобережжя Херсонської області обстрілюють населений пункт майже щодня. Так, 14 грудня, в місцеву школу влучив російський снаряд, частково її зруйнувавши. 23 грудня 2022 року черговим обстрілом зруйновано житлові будинки. 5 травня 2023 року керованими авіабомбами зруйновано церкву та пошкоджено будинки.
31 березня 2024 року Херсонська ОВА повідомила, що у прифронтовому селищі після початку повномасштабного вторгнення залишилось лише понад 100 осіб, практично вся інфраструктура у селі знищена щоденними обстрілами.

## Географія
Село знаходиться на березі Каховського водосховища, біля Каховської ГЕС.
Головна вулиця — Наддніпрянська

## Економіка
На території селища знаходиться винзавод Князя Трубецького, який зараз[коли?] перебуває на реконструкції.

## Освіта та культура
У селі є музична школа (директор: Балибіна І. Р., вчителі: Кравчук Л. В., Балибін В. А.), бібліотека (понад 15 тис. примірників), Дім Культури, школа (директор: Гоменюк І. В., завуч: Лукашова О. О., кількість учнів: 230).

## Політика
Голова сільської ради — Аннас Л. В.